# 나고야조선초급학교
나고야조선초급학교(일본어: 名古屋朝鮮初級学校)는 일본 나고야시에 위치한 조선학교이다.

## 학과
- 초급부
- 유치부